# Jeannine Gmelin

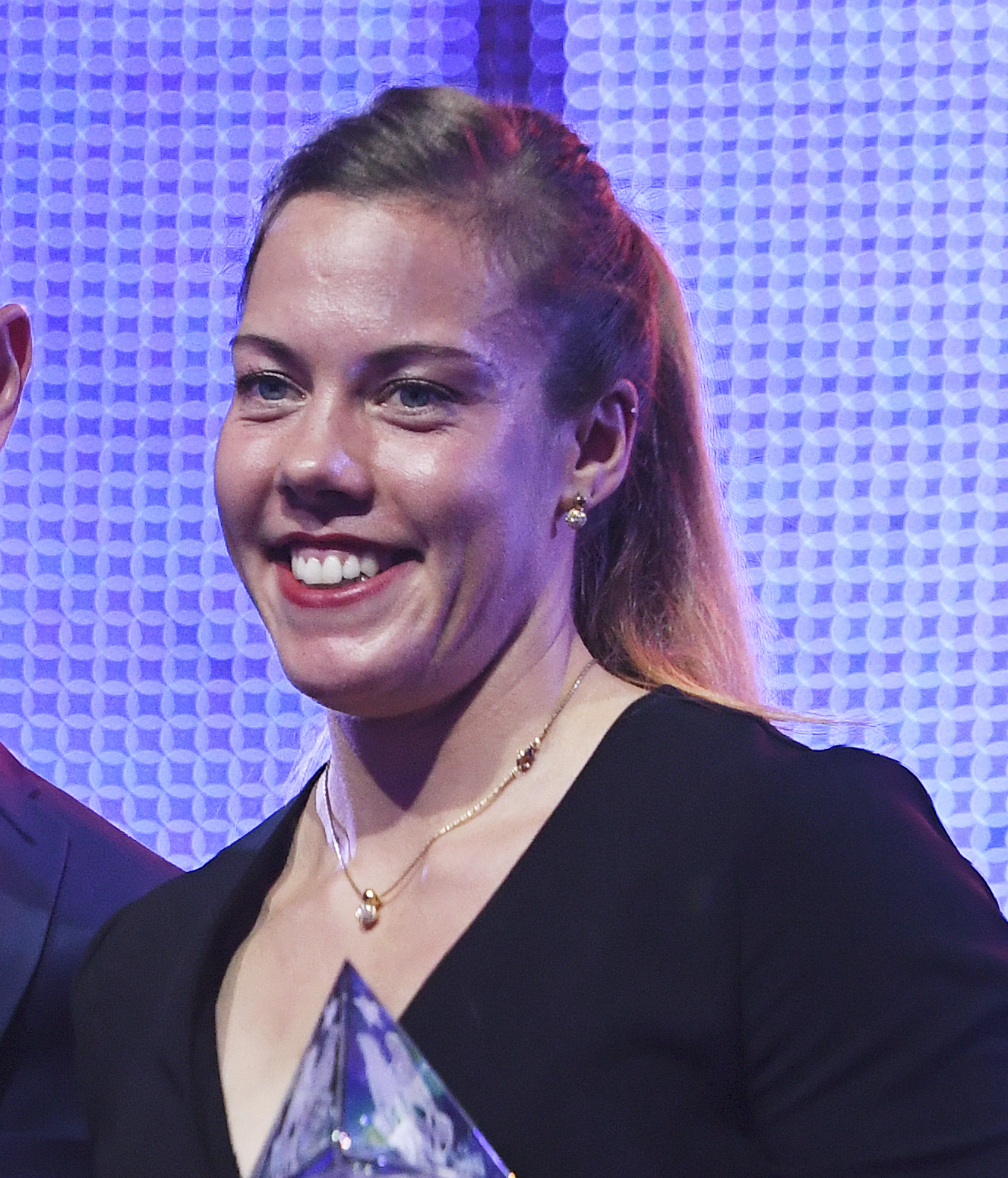
Gmelin bei der 14. Internationalen Sportnacht Davos 2017

Jeannine Gmelin (* 20. Juni 1990 in Uster) ist eine ehemalige Schweizer Ruderin.

## Werdegang
Gmelin wuchs mit drei Geschwistern in Uster auf und begann 2003 beim Ruderclub Uster mit dem Rudersport, 2011 wechselte sie zum Ruderclub Zürich. An den U23-Weltmeisterschaften 2012 belegte sie zusammen mit Valerie Rosset im Doppelzweier den achten Platz. 2013 gewann die mit 1,71 m für eine Spitzenruderin eher kleine Athletin ihren ersten Schweizer Meistertitel im Einer. 2014 belegte sie den achten Platz an den Europameisterschaften, ein Jahr später gewann sie an den Europameisterschaften in Posen die Silbermedaille hinter der Tschechin Miroslava Knapková. Drei Monate später erreichte sie auch an den Weltmeisterschaften 2015 den A-Final und belegte den fünften Platz. Ebenfalls den fünften Platz erreichte sie ein Jahr später an den Olympischen Spielen 2016 in Rio de Janeiro.
In der Saison 2017 gewann Gmelin im Frauen-Einer zwei Weltcup-Regatten, liess jedoch wegen einer Verletzung die Europameisterschaften im Mai aus. An den Weltmeisterschaften in Florida gewann sie die Goldmedaille im Einer und damit die erste Weltmeisterschaftsmedaille einer Schweizer Ruderin in einer olympischen Bootsklasse. 2018 siegte Gmelin bei den Europameisterschaften in Glasgow, bei den Weltmeisterschaften in Plowdiw erkämpfte sie Silber hinter der Irin Sanita Pušpure. Auch bei den Europameisterschaften 2019 in Luzern siegte Pušpure vor Gmelin. Bei den Olympischen Spielen in Tokio erreichte sie den fünften Platz mit einer Sekunde Rückstand auf die Bronzemedaille.
Nach dem überraschenden Tod ihres Trainers und Lebenspartners Robin Dowell gab Gmelin am 25. Januar 2023 ihren sofortigen Rücktritt bekannt. Anfang November 2023 machte sie diesen Schritt jedoch rückgängig. Sie erklärte, in den Profisport zurückkehren zu wollen, und gab als Ziel die Olympischen Spiele 2024 in Paris an. Sie versuchte sich zusammen mit Nina Wettstein im Doppelzweier für die Olympischen Spiele zu qualifizieren, was jedoch nicht gelang. Im November 2024 gab sie zum zweiten Mal ihren Rücktritt vom Rudersport bekannt. Als Grund nannte sie ihre nach ihrer Ansicht fehlenden Entwicklungsperspektiven im Rudersport.